# Egenbeskydning
 For alternative betydninger, se Friendly Fire (flertydig). (Se også artikler, som begynder med Friendly Fire)
Egenbeskydning omfatter situationer hvor militære enheder rammer egne eller allierede styrker. I kampens hede kan soldater opfatte venner som fjendtlige styrker og beskyde dem. Det kan være et resultat af dårlig fjernkending eller perfidi.
Den første danske soldat der døde i Irakkrigen var overkonstabel Preben Pedersen der blev dræbt på grund af egenbeskydning. Mange fly er udstyret med et IFF (Identification Friend or Foe) for at forhindre egenbeskydning. Det udsender et kodet signal, der angiver, at målet er allieret.
I USA hedder egenbeskydning Friendly Fire (venlig beskydning) og i Storbritannien hedder det blue on blue (egne styrker er altid blå under øvelser).
| Militær | Spire Denne artikel om militær er en spire som bør udbygges. Du er velkommen til at hjælpe Wikipedia ved at udvide den. |